# Otto-Tile von Kalm
Otto-Tile von Kalm (* 6. April 1889 in Rostock; † 9. Juni 1986 in Kassel) war ein deutscher Generalmajor im Zweiten Weltkrieg.

## Leben
Als Sohn eines Fabrikdirektors studierte Kalm an der Philipps-Universität Marburg, der Westfälischen Wilhelms-Universität und der Friedrichs-Universität Halle Rechtswissenschaft. Er trat am 21. Juli 1910 als Fahnenjunker in das 1. Kurhessische Feldartillerie-Regiment Nr. 11 in Kassel ein. Dort wurde er am 18. Juli 1911 zum Fähnrich ernannt sowie am 18. November 1911 zum Leutnant befördert. Ab 1. August 1913 fungierte Kalm als Adjutant der I. Abteilung. In dieser Stellung zog er bei Ausbruch des Ersten Weltkriegs an die Front und kämpfte in Frankreich. Hier erfolgte am 1. Mai 1915 seine Ernennung zum Regimentsadjutant und kurz darauf am 24. Juli 1915 seine Beförderung zum Oberleutnant. Im April 1917 versetzte man Kalm als Adjutant zur 22. Feldartillerie-Brigade. Nachdem er am 15. Juli 1918 Hauptmann geworden war, folgte mit der Rückversetzung zu seinem Stammregiment am 1. August 1918 die Ernennung zum Batteriechef. Als solcher geriet Kalm am 4. November 1918 in britische Kriegsgefangenschaft, aus der er am 1. Dezember 1919 entlassen wurde. Für sein Wirken während des Krieges erhielt Kalm neben beiden Klassen des Eisernen Kreuzes und des Braunschweiger Kriegsverdienstkreuzes das Waldecksche Verdienstkreuz III. Klasse mit Schwertern
sowie das Österreichische Militärverdienstkreuz III. Klasse mit Kriegsdekoration.
Nach kurzzeitiger Beurlaubung wurde Kalm am 1. Januar 1920 in die Reichswehr übernommen und zunächst beim Stab der Reichswehr-Brigade 11 verwendet. Darauf folgte am 1. Oktober 1920 die Versetzung in das 5. Artillerie-Regiment. Nach einem Jahr übernahm Kalm als Chef die 3. (Preußische) Eskadron der 5. Fahr-Abteilung in Kassel. Anschließend fungierte Kalm vom 1. Oktober 1926 bis 31. Januar 1930 in Fulda als Chef der 3. (Preußische) Batterie des 5. Artillerie-Regiments. Er war dann beim Stab der Kommandantur Ulm und wurde am 1. Mai 1931 zum Major befördert. Vom 1. April 1932 bis 30. September 1934 war Kalm beim Stab der II. Abteilung des 5. Artillerie-Regiments. Am 1. September 1934 beförderte man Kalm zum Oberstleutnant und ernannte ihn einen Monat darauf zum Kommandeur der II. Abteilung des Artillerie-Regiments 9. Nach zwei Jahren erhielt er das Kommando über das in Magdeburg stationierte Artillerie-Regiment 13 sowie am 1. März 1937 die Beförderung zum Oberst.
Nach dem Beginne des Zweiten Weltkriegs und dem Überfall auf Polen wurde Kalm am 1. Oktober 1939 Artilleriekommandeur 107. In dieser Funktion beförderte man ihn am 1. Februar 1941 zum Generalmajor. Am 31. Oktober 1941 wurde er von seinem Posten abgelöst und für zwei Monate in die Führerreserve versetzt. Danach verwendete man Kalm als Kommandant von Magdeburg. Da er verdächtigt wurde, mit dem Attentat vom 20. Juli 1944 in Verbindung gestanden zu haben, wurde er insgeheim überwacht und zum 30. November 1944 in den Ruhestand versetzt.
Seit 1925 war er mit Vera Uecker aus Kassel verheiratet. Die beiden hatten eine Tochter.

## Corpsstudent
Kalm war Mitglied des Corps Teutonia Marburg (1908) und des Corps Rheno-Guestphalia (1909). Von 1958 bis 1961 saß er im Kasseler Vorstand vom Verband Alter Corpsstudenten.